# Liste der Dekanate der Erzdiözese München und Freising

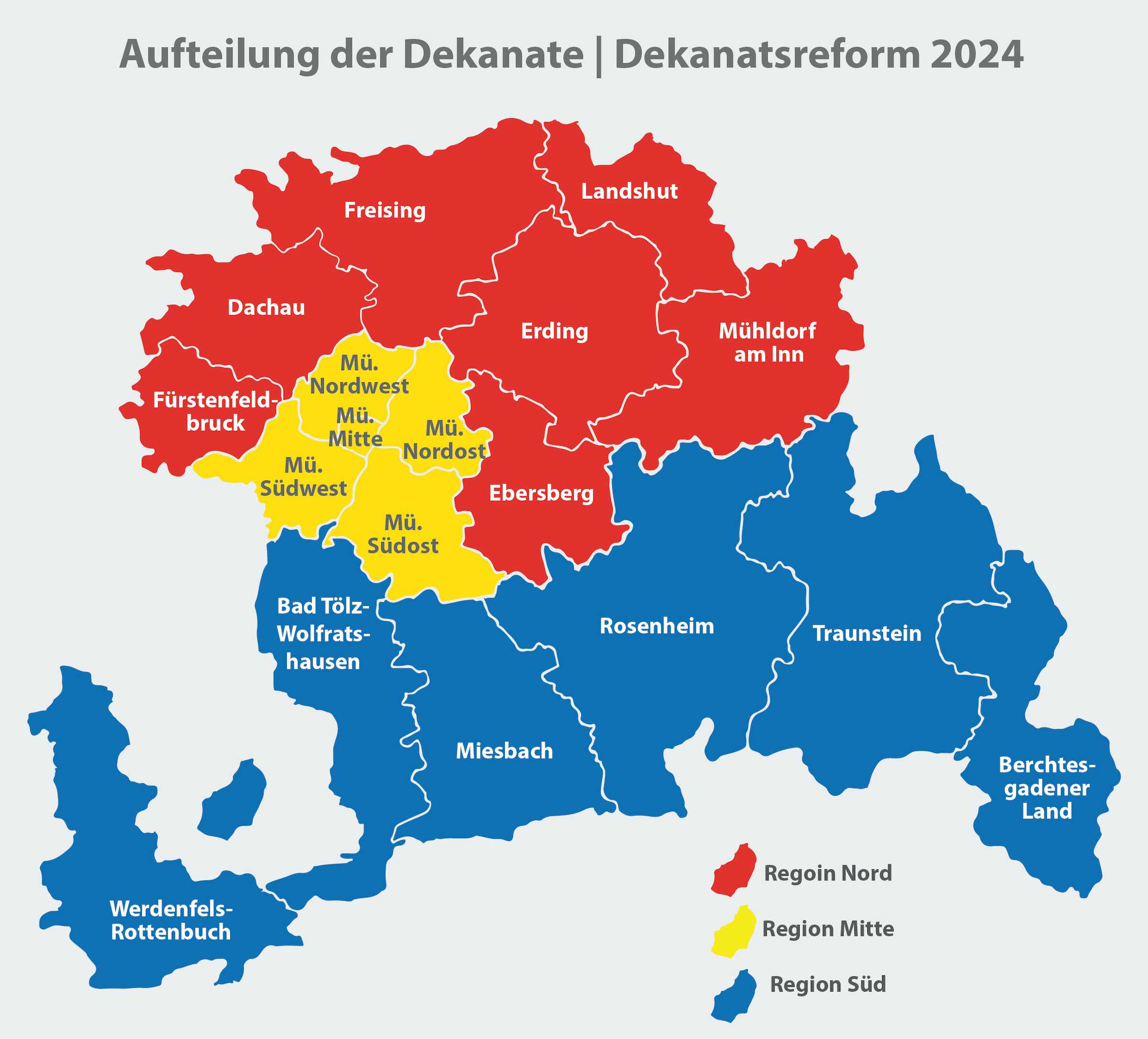
Aufteilung und regionale Zuordnung der Dekanate im Erzbistum München-Freising nach der Dekanatsreform 2024

Das Erzbistum München und Freising gliedert sich in 18 Dekanate mit 747 Pfarreien und Pfarrkuratien.
Mit der Dekanatsreform, die zum 1. Januar 2024 in Kraft trat, wurden die 40 Dekanate zu 18 Dekanaten zusammengefasst. Die Pfarrverbände und Einzelpfarreien selbst blieben dadurch unangetastet.
Die Dekanate sind weiterhin den drei Seelsorgsregionen des Erzbistums zugeordnet, denen jeweils ein Weihbischof als Bischofsvikar zugeordnet ist.

## Gliederung bis 31. Dezember 2023

### Region Nord
Bischofsvikar: Bernhard Haßlberger, seit 9. April 2023 Wolfgang Bischof
14 Dekanate:
| Dekanat          | Dekan (zuletzt)                              | Pfarreien | Pfarrverbände | Katholiken (Kirchliche Statistik 2008) |
| ---------------- | -------------------------------------------- | --------- | ------------- | -------------------------------------- |
| Dachau           | Dr. Benjamin Gnan, St. Jakob Dachau          | 18        | 5             | 41.286                                 |
| Dorfen           | Josef Kriechbaumer, Isen                     | 18        | 5             | 28.528                                 |
| Ebersberg        | Josef Riedl, Ebersberg                       | 25        | 7             | 54.999                                 |
| Erding           | Michael Bayer, St. Anna im Moosrain          | 32        | 9             | 51.615                                 |
| Freising         | Peter Lederer, St. Korbinian Freising        | 8         | 2             | 25.345                                 |
| Fürstenfeldbruck |                                              | 31        | 8             | 77.984                                 |
| Geisenhausen     | Tobias Rother, Velden                        | 20        | 4             | 23.904                                 |
| Indersdorf       | Peter Dietz, Petershausen-Vierkirchen-Weichs | 26        | 5             | 29.616                                 |
| Landshut         | Alexander Blei, Achdorf-Kumhausen            | 13        | 3             | 23.814                                 |
| Moosburg         | Stephan Rauscher, Holledau                   | 21        | 6             | 30.316                                 |
| Mühldorf         | Franz Eisenmann, Neumarkt                    | 34        | 8             | 49.410                                 |
| Scheyern         | Alexander Weber, Schweitenkirchen            | 16        | 3             | 18.921                                 |
| Waldkraiburg     | Ulrich Bednara, Gars                         | 25        | 7             | 35.002                                 |
| Weihenstephan    | Thomas Gruber, Hallbergmoos-Goldach          | 14        | 4             | 28.846                                 |
| Gesamt           |                                              | 301       | 76            | 519.586                                |

### Region München
Bischofsvikar: Rupert Graf zu Stolberg-Stolberg
12 Dekanate:
| Dekanat             | Dekan (zuletzt)                                    | Pfarreien | Pfarrverbände | Katholiken (Kirchliche Statistik 2008) |
| ------------------- | -------------------------------------------------- | --------- | ------------- | -------------------------------------- |
| München-Bogenhausen | Engelbert von der Lippe, Hl. Blut                  | 11        | 4             | 54.236                                 |
| München-Feldmoching | Johannes Kurzydem, Feldmoching                     | 13        | 5             | 47.269                                 |
| München-Forstenried | Detlev Kahl, Mittersendling                        | 14        | 6             | 51.292                                 |
| München-Freimann    | Rolf Merkle, St. Katharina von Siena               | 8         | 3             | 43.333                                 |
| München-Giesing     |                                                    | 15        | 6             | 63.515                                 |
| München-Innenstadt  |                                                    | 20        | 4             | 77.089                                 |
| München-Laim        |                                                    | 13        | 5             | 64.200                                 |
| München-Nymphenburg |                                                    | 16        | 5             | 86.410                                 |
| München-Pasing      | Franz Freiherr von Lüninck, St. Sebastian Gilching | 16        | 6             | 72.601                                 |
| München-Perlach     | Christian Penzkofer, Perlach                       | 7         | 3             | 42.661                                 |
| München-Trudering   | Kilian-Thomas Semel, Haar                          | 16        | 6             | 63.553                                 |
| Ottobrunn           |                                                    | 20        | 7             | 51.615                                 |
| Gesamt              |                                                    | 169       | 60            | 717.774                                |

### Region Süd
Bischofsvikar: Wolfgang Bischof
14 Dekanate:
| Dekanat        | Dekan (zuletzt)                           | Pfarreien | Pfarrverbände | Katholiken (Kirchliche Statistik 2008) |
| -------------- | ----------------------------------------- | --------- | ------------- | -------------------------------------- |
| Bad Aibling    | Daniel Reichel, Rosenheim                 | 24        | 7             | 47.001                                 |
| Bad Tölz       | Thomas Neuberger, Dietramszell            | 15        | 4             | 31.335                                 |
| Baumburg       | Konrad Roider, Taching am See             | 25        | 8             | 49.788                                 |
| Berchtesgaden  | Msgr. Dr. Thomas Frauenlob, Berchtesgaden | 15        | 4             | 35.109                                 |
| Chiemsee       | Daniel Reichel, Rosenheim                 | 16        | 5             | 29.535                                 |
| Inntal         | Helmut Kraus, Brannenburg-Flintsbach      | 21        | 6             | 35.348                                 |
| Miesbach       |                                           | 32        | 11            | 57.742                                 |
| Rosenheim      | Daniel Reichel, Rosenheim                 | 19        | 7             | 49.513                                 |
| Rottenbuch     |                                           | 12        | 4             | 23.101                                 |
| Teisendorf     | Martin Klein, Teisendorf                  | 13        | 5             | 31.994                                 |
| Traunstein     |                                           | 34        | 8             | 70.522                                 |
| Wasserburg     |                                           | 20        | 7             | 33.983                                 |
| Werdenfels     |                                           | 11        | 3             | 32.533                                 |
| Wolfratshausen |                                           | 20        | 6             | 38.795                                 |
| Gesamt         |                                           | 277       | 85            | 566.299                                |

## Gliederung seit 1. Januar 2024

### Region Nord
Bischofsvikar: Weihbischof Wolfgang Bischof
7 Dekanate:
| Dekanat          | vorherige Dekanate                                  | Dekan          | Pfarreien | Pfarrverbände |
| ---------------- | --------------------------------------------------- | -------------- | --------- | ------------- |
| Dachau           | Dachau, Indersdorf, München-Feldmoching (teilweise) | Peter Dietz    | 46        | 10            |
| Ebersberg        | Ebersberg                                           | Josef Riedl    | 26        | 7             |
| Erding           | Dorfen, Erding                                      | Martin Ringhof | 50        | 14            |
| Freising         | Freising, Moosburg, Scheyern, Weihenstephan         | Daniel Reichel | 59        | 15            |
| Fürstenfeldbruck | Fürstenfeldbruck                                    | Tobias Rother  | 30        | 8             |
| Landshut         | Geisenhausen, Landshut                              | Alexander Blei | 32        | 7             |
| Mühldorf am Inn  | Mühldorf, Waldkraiburg                              | Klaus Vogl     | 59        | 15            |
| Gesamt           |                                                     |                | 302       | 76            |

### Region München
Bischofsvikar vakant, Aufgaben werden von Generalvikar Christoph Klingan übernommen
5 Dekanate:
| Dekanat          | vorherige Dekanate                                                                 | Dekan                      | Pfarreien | Pfarrverbände |
| ---------------- | ---------------------------------------------------------------------------------- | -------------------------- | --------- | ------------- |
| München-Mitte    | München-Innenstadt, München-Nymphenburg (teilweise)                                | David Theil                | 27        | 5             |
| München-Nordost  | München-Bogenhausen (teilweise), München-Trudering                                 | Björn Wagner               | 25        | 10            |
| München-Nordwest | München-Feldmoching (teilweise), München-Freimann, München-Nymphenburg (teilweise) | Ulrich Kampe               | 29        | 11            |
| München-Südost   | München-Bogenhausen (teilweise), München-Giesing, München-Perlach, Ottobrunn       | Engelbert Dirnberger       | 43        | 16            |
| München-Südwest  | München-Forstenried, München-Laim, München-Pasing                                  | Franz Freiherr von Lüninck | 43        | 17            |
| Gesamt           |                                                                                    |                            | 167       | 59            |

### Region Süd
Bischofsvikar: Weihbischof Rupert Graf zu Stolberg-Stolberg
6 Dekanate:
| Dekanat                 | vorherige Dekanate                                   | Dekan              | Pfarreien | Pfarrverbände |
| ----------------------- | ---------------------------------------------------- | ------------------ | --------- | ------------- |
| Bad Tölz-Wolfratshausen | Bad Tölz, Wolfratshausen                             | Thomas Neuberger   | 34        | 10            |
| Berchtesgadener Land    | Berchtesgaden, Teisendorf                            | Markus Moderegger  | 28        | 9             |
| Miesbach                | Miesbach                                             | Michael Mannhardt  | 31        | 11            |
| Rosenheim               | Bad Aibling, Chiemsee, Inntal, Rosenheim, Wasserburg | Thomas Schlichting | 101       | 32            |
| Traunstein              | Traunstein, Baumburg                                 | Florian Schomers   | 61        | 17            |
| Werdenfels-Rottenbuch   | Werdenfels, Rottenbuch                               | Albert Hack        | 23        | 7             |
| Gesamt                  |                                                      |                    | 278       | 86            |

### Tabellarische Übersicht zur Aufteilung der bisherigen auf die neuen Dekanate
| bisheriges Dekanat              | neues Dekanat ab 1. Januar 2024 |
| ------------------------------- | ------------------------------- |
| Bad Aibling                     | Rosenheim                       |
| Bad Tölz                        | Bad Tölz-Wolfratshausen         |
| Baumburg                        | Traunstein                      |
| Berchtesgaden                   | Berchtesgadener Land            |
| Chiemsee                        | Rosenheim                       |
| Dachau                          | Dachau                          |
| Dorfen                          | Erding                          |
| Ebersberg                       | Ebersberg                       |
| Erding                          | Erding                          |
| Freising                        | Freising                        |
| Fürstenfeldbruck                | Fürstenfeldbruck                |
| Geisenhausen                    | Landshut                        |
| Indersdorf                      | Dachau                          |
| Inntal                          | Rosenheim                       |
| Landshut                        | Landshut                        |
| Miesbach                        | Miesbach                        |
| Moosburg                        | Freising                        |
| Mühldorf                        | Mühldorf am Inn                 |
| München-Bogenhausen (Teile von) | München-Nordost                 |
| München-Bogenhausen (Teile von) | München-Südost                  |
| München-Feldmoching (Teile von) | München-Nordwest                |
| München-Feldmoching (Teile von) | Dachau                          |
| München-Forstenried             | München-Südwest                 |
| München-Freimann                | München-Nordwest                |
| München-Giesing                 | München-Südost                  |
| München-Innenstadt              | München-Mitte                   |
| München-Laim                    | München-Südwest                 |
| München-Nymphenburg (Teile von) | München-Mitte                   |
| München-Nymphenburg (Teile von) | München-Nordwest                |
| München-Pasing                  | München-Südwest                 |
| München-Perlach                 | München-Südost                  |
| München-Trudering               | München-Nordost                 |
| Ottobrunn                       | München-Südost                  |
| Rosenheim                       | Rosenheim                       |
| Rottenbuch                      | Werdenfels-Rottenbuch           |
| Scheyern                        | Freising                        |
| Teisendorf                      | Berchtesgadener Land            |
| Traunstein                      | Traunstein                      |
| Waldkraiburg                    | Mühldorf am Inn                 |
| Wasserburg                      | Rosenheim                       |
| Weihenstephan                   | Freising                        |
| Werdenfels                      | Werdenfels-Rottenbuch           |
| Wolfratshausen                  | Bad Tölz-Wolfratshausen         |